# Kino CS
Kino CS byl filmový kanál mediální společnosti FILM EUROPE, s.r.o., Stanice byla zaměřena na vysílání domácích filmů, převážně československé produkce. Do 1. listopadu 2009 vysílala stanice pod názvem Nostalgia.
Dne 14. listopadu 2016 byl TV kanál "Kino CS" přejmenován na Československo HD / Festival Cinema Chanel.
Nejlepší česká a slovenská filmová klasika a československá filmová produkce 60.- 90. let. Díla současné české a slovenské kinematografie, všechny filmové žánry, více než 350 filmů ročně a bez reklam. Vysílá též díla současné české a slovenské kinematografie. Stanice čerpá filmy z národních filmových archivů.

## Nostalgia
Stanice začala nejprve vysílat pod již zmíněným názvem Nostalgia 30. května 2008. Podle neoficiálních informací se stanice přejmenovala z původního názvu NOSTAGIA, aby tak došlo k přiblížení názvu skutečnému obsahu.